# بایرون پرس
بایرون پرس (اسپانیایی: Byron Pérez‎؛ زادهٔ ۱۸ مارس ۱۹۵۹) بازیکن فوتبال اهل گواتمالا بود.
از باشگاه‌هایی که در آن بازی کرده است می‌توان به باشگاه فوتبال آئورورا، باشگاه فوتبال لئونس نیگروس اودیگ، باشگاه فوتبال مونیسیپال، و باشگاه فوتبال کامیونیکیشنس اشاره کرد.